# Star Wars Episode I: Racer
Star Wars Episode I: Racer és un videojoc de curses basat en la seqüència de la cursa de pods apareguda a Star Wars: Episode I – The Phantom Menace. El joc inclou tots els corredors i la pista de Tatooine apareguts a The Phantom Menace. També afegeix diverses noves pistes, algunes sobre Tatooine, altres en diversos planetes. Hi ha diversos modes d'un sol jugador, incloent un mode de torneig, disponibles per jugar. També inclou multijugador, el format del qual varia segons la plataforma. Jake Lloyd i Lewis MacLeod, que van retratar Anakin Skywalker i Sebulba a The Phantom Menace, repeteixen els seus papers en el joc.
Episode I: Racer van rebre comentaris generalment positius de la crítica. Els diversos principals mitjans de comunicació el van incloure com un dels millors videojocs de Star Wars. El 2011, el joc té el rècord Guinness com el joc de carreres de ciència-ficció més venut, amb unes vendes mundials de 3,12 milions i superant altres sèries com Wipeout i F-Zero. Després es van publicar dos títols més amb curses de pods. Star Wars: Racer Arcade, un joc d'arcade amb moltes pistes i personatges similars, que es va llançar l'any 2000. Una continuació, Star Wars Racer Revenge va ser llançat el 2002 per a PlayStation 2.